# Moshupa
Moshupa é uma cidade localizada no Distrito do Sul em Botswana. Possuía, em 2011, uma população estimada de 20 016 habitantes.